# Фёдоровское нефтяное месторождение
Фёдоровское — крупное нефтегазоконденсатное месторождение в России. Расположено в Ханты-Мансийском автономном округе, вблизи Сургута. Открыто в 1971 году.
Первоначальные запасы нефти составляли 2,0 млрд тонн (по данным доклада Минприроды, на конец 2009 года запасы сократились до 189,9 млн т нефти по ABC1, при этом по сравнению с предыдущим годом падение составило 4,5 % за год). Залежи на глубине 1,8-2,3 км. Начальный дебит скважин 17-310 т/сут. Плотность нефти 0,86-0,91 г/см3.
Месторождение относится к Западно-Сибирской провинции.
Оператором месторождение является российская нефтяная компания «Сургутнефтегаз», для которой оно является основной ресурсной базой. Добыча нефти на месторождении в 2007 году составила 12,5 млн тонн.